# Martin Fishbein
Martin Fishbein (* 2. März 1936 in Brooklyn, New York City; † 27. November 2009 in London) war ein US-amerikanischer Sozialpsychologe und Direktor des Programms für Gesundheitskommunikation am Public Policy Center der Annenberg School for Communication der Universität Pennsylvania.

## Leben
Er wuchs auf in Jamaica im Stadtteil Queens von New York City. Seine jüdischen Eltern waren Sydney Fishbein and Gloria Nadelstein Fishbein. Seinen Bachelorabschluss erwarb er am Reed College in Portland. Einen Doktortitel in Psychologie bekam er an der University of California, Los Angeles. In seiner Dissertation befasste er sich bereits mit der Messung von Einstellungen und der Vorhersage von Verhalten. 1961 wechselte er an die Fakultät für Sozialpsychologie und Kommunikationsforschung der University of Illinois und hatte bis 1997 eine Professorenstelle inne. Hier verfasste er 1975 zusammen mit Icek Ajzen das Buch Belief, Attitude, Intention and Behavior. 1997 wechselte er auf die Stelle eines Harry C. Coles, Jr. Distinguished Professor of Communication an der Annenberg School for Communication an der University of Pennsylvania; er war an dieser Universität Gründungsdirektor der Abteilung Health Communication des Annenberg Public Policy Center. Hier konnte er auch seine Forschungen über den Einfluss von Gesundheitskommunikation und -kampagnen auf Verhaltensänderungen fortsetzten.
In den 1980er Jahren war er Berater am National Institute of Mental Health zum Thema AIDS und von 1992 bis 1996 Gastforscher für AIDS an den Centers for Disease Control and Prevention. Er kooperierte auch mit der Weltgesundheitsorganisation (WHO), um auf der Grundlage seiner Theorien wirksame Interventionen zu entwickeln.
Er verstarb an einem Herzinfarkt am 27. November 2009, während er mit seiner Frau Deborah Fishbein auf einer Reise in London war.

Modell der Theorie des geplanten Verhaltens

## Werk
Er entwickelte ein besonderes Verständnis über die Beziehung von Einstellungen und deren Auswirkungen auf das Verhalten. Seine Einsichten in diese Beziehung formulierte er in einem Erwartung-mal-Wert-Modell der Theorie des überlegten Handelns. Die Anwendung dieser Modelle auf die Lösung sozialer Probleme hatte großen Einfluss auf Gesundheitspsychologie, Kommunikationswissenschaft, Umweltverhalten, Marketing und die Forschung zum Verbraucherverhalten. Auf der Grundlage dieser Erkenntnisse konnten wirksame Interventionen zur Verhaltensänderung entwickelt werden (z. B. zum Kondomgebrauch und allgemein der AIDS-Prävention).

## Ehrungen
- Präsident der Society for Consumer Psychology
- Präsident der Interamerican Psychological Society
- Distinguished Scientist Award der Society of Experimental Social Psychology
- Lifetime Achievement Award von der Society for Personality and Social Psychology
- Mayhew Derryberry Award der American Public Health Association für herausragende Beiträge zur Forschung und Theorie in den Bereichen Gesundheitserziehung, Gesundheitsförderung und Gesundheitskommunikation[3]

## Publikationen (Auswahl)
- Mit Icek Ajzen: Predicting and changing behavior: The reasoned action approach.  Psychology Press, New York, NY  2010.
- Mit Marvin E. Goldberg; Susan Middlestadt (Hrsg.): Social marketing: Theoretical and practical perspectives. Lawrence Erlbaum, Heidelberg 1997.
- Mit Icek Ajzen: Understanding attitudes and predicting social behavior. Prentice Hall, Englewood Cliffs, NJ. 1980.
- Mit Icek Ajzen: Attitude-behavior relations: A theoretical analysis and review of empirical research. Psychological Bulletin, 1977 84 (5), S. 888–918.
- Mit Ajzen Icek: Belief, attitude, intention, and behavior: An introduction to theory and research. Addison-Wesley, Reading, MA. 1975.